# Burg Seebenstein
Die Burg Seebenstein steht im niederösterreichischen Seebenstein. Die Höhenburg besteht aus zwei Anlagen, dem alten Teil mit einem runden Bergfried und einem verfallenen Palas aus dem 13./14. Jahrhundert sowie dem Hochschloss aus dem 15. bis 17. Jahrhundert. In letzterem befindet sich eine bedeutende Sammlung von Waffen und mittelalterlicher Kunst, darunter eine Marienplastik von Veit Stoß. Eine Madonna von Tilman Riemenschneider wurde (vor dem Jahr 2004) verkauft. In einer Ecke des Hochschlosses befindet sich eine Kapelle.

## Geschichte
Die Burg wurde um 1045 durch Gottfried von Wels-Lambach gegründet und ging etwa 1049 an die Formbacher. Nachdem die Formbacher im 12. Jahrhundert ausstarben, kam die Burg an die Wildensteiner. 1170 wird erstmals ein Kdolz von Seebenstein genannt.
In den folgenden Jahrhunderten wechselte die Burg mehrmals ihre Besitzer, unter ihnen waren die Liechtensteiner (14. Jahrhundert), die Seebecker (1403 bis 1432) und ab 1432 die Königsberger. Letztere bauten das heutige Hochschloss der Burg, das 1683 erfolglos von den Türken belagert wurde. Im 17. Jahrhundert ging die Burg an die Pergen, die sich im Tal ein neues Schloss errichteten und die Burg dem Verfall überließen.
1790 pachtete Anton David Steiger die Burg und gründete hier den Verein der Wildensteiner zur blauen Erde.  Der Verein wurde 1824 aufgelassen, und kurze Zeit später kauften die Liechtensteiner die Burg. Johann I. von Liechtenstein baute die nahe gelegene Burgruine Türkensturz.
Seit 1942 ist die Burg im Besitz der Familie Nehammer.

## Sonstiges
2012 wurde die Märchenverfilmung „Die Schöne und das Biest“ mit Maximilian Simonischek, Cornelia Gröschel und Jürgen Tarrach auf der Burg gedreht.
Die Burg bildet das Zentrum des Naturparks Seebenstein.